# Genesis Survivor Gaiarth
Genesis Survivor Gaiarth (創世機士ガイアース, Sousei Kishi Gaiarth), aussi transcrit Genesis Surviver Gaiarth, est une série animée OAV en 3 épisodes créée par Shinji Aramaki, Emu Arii et Hiroyuki Kitazume, produite par les studios AIC, et ARTMIC et sortie au Japon entre 1992 et 1993. Elle met en scène un monde post apocalyptique mêlant mecha, action et aventure sur fond de conflit entre humain et machines.

## Synopsis
Sur le monde de Gaiarth et à la suite de la Grande Guerre, les humains vivent dans un monde désolé et hostile, sous la menace des machines. Ital, un jeune homme élevé seul par un robot guerrier, le warroid Randis, voit son monde s’effondrer lorsque celui-ci est détruit en protégeant leur domaine d’une armée de robots. Ital part alors pour la ville et se retrouve associé à un autre vieux roid de guerre nommé Zaxon, amnésique, et d’une chasseuse de trésor, Sahari.
Alors que le groupe va de pérégrination en pérégrination, et de combat à un autre, Zaxon retrouve peu à peu la mémoire : en tant que membre d’élite de l’armée impériale d’antan, il se doit de mettre fin à la Grande Guerre en détruisant une fois pour toutes le général maléfique qui cherche à remplacer les humains par des machines sous son contrôle.

## Personnages Principaux
- Humains
  - Ital del Labard: un jeune guerrier qui a grandi isolé
  - Sahari : une chasseuse de trésor
  - Fayk : un chasseur de trésor

- Warroids
  - Zaxon : un membre d’élite de l’armée impériale
  - Randis : le père adoptif de Ital

- Elfes  (androides) 
  - Sakuya, interface de la forteresse Siegfried.
  - Ayatolla, l’impératrice et interface de la forteresse mobile Warwick

- Principaux antagonistes
  - Épisode 1: Beast Master, le destructeur de Randis
  - Épisode 2: Barbarossa, l’ancien partenaire de Zaxon qui a trahi l’armée impériale
  - Épisode 3: le General

## Fiche technique
- Titre :  Genesis Survivor Gaiarth
- Réalisation : Hiroyuki Kitazume, Shinji Aramaki
- Scénario : Shinji Aramaki, Emu Arii, Hiroyuki Kitazume
- Character design: Hiroyuki Kitazume
- Musique: Kazunori Ashizawa, Takehito Nakazawa
- Pays d'origine :  Japon
- Année de production : 1992 - 1993
- Genre : science-fiction, mecha,  aventure, Fantasy
- Durée : 3 x 50 minutes
- Dates de sortie : 1992 (JP, VHS); 1993 (US, VHS, AnimEigo); 2004 (JP, DVD)

## Épisodes
- 1 - sortie le 22 avril 1992
- 2 - sortie le 9 décembre 1992
- 3 - sortie le 28 avril 1993

## Bande sonore

### Thème de fin
- " Genesis - To the Traveler Who Wanders in 'Zero' " (Sooseiki--'Zero' o Samayou Tabibito e) de Kenji Kai et Kazunori Ashizawa par Yuu Asai (Episode 1)
- " Burning Sands -Stay Close Tonight"  de Kenji Kai et Kazunori Ashizawa par Daiki Nakamura (Episode 2)

## Adaptations

### Scramble Wars
Scramble Wars  (スクランブル・ウォーズ 突っ走れ! ゲノムトロフィーラリー, Scramble Wars: Tsuppashire! Genom Trophy Rally) aussi connu sous le nom Super Deformed Double Feature, est un court OAV  réalisé par Hiroyuki Fukushima, sortie au Japon en 1992. Il s’agit d’une parodie en mode super deformed] qui met en scène un des personnages d’un certain nombre d’animés de science-fiction produits par les mêmes studios Bubblegum Crisis, Gall Force, Genesis Survivor Gaiarth, AD Police et Riding Bean, dans des courses farfelues.         	